# Carabus planicollis verae
Carabus planicollis verae este o subspecie de gândac de sol din subfamilia Carabinae, care este endemică României.